# Межугорова, Евдокия Ермиловна
Евдокия Ермиловна Межугорова (1898 год, село Алтайское — 1966 год) — звеньевая колхоза имени Мичурина Алтайского района Алтайского края. Герой Социалистического Труда (1948).

## Биография
Родилась в 1898 году в многодетной крестьянской семье в селе Алтайское. Получила начальное образование. Вместе со своей матерью занималась батрачеством. В 1930 году вступила в колхоз имени Мичурина Алтайского района. С 1941 года работала поваром в полеводческой бригаде. В 1948 году была назначена звеньевой полеводческого звена, которое выращивало табак и зерновые.
В 1947 году звено Евдокии Межугоровой, используя ручной труд, собрало с каждого гектара в среднем по 31,5 центнера пшеницы, по 26,4 центнера яровой пшеницы и по 27 центнеров махорки.
Указом Президиума Верховного Совета СССР от 4 марта 1948 года за получение высоких урожаев пшеницы и ржи при выполнении колхозом обязательных поставок и натуроплаты за работу МТС в 1947 году и обеспеченности семенами зерновых культур для весеннего сева 1948 года удостоена звания Героя Социалистического Труда с вручением ордена Ленина и золотой медали «Серп и Молот».
Возглавляла полеводческое звено до выхода на пенсию в 1964 году. Скончалась в 1966 году.

## Награды
- Герой Социалистического Труда — указом Президиума Верховного Совета СССР от 4 марта 1948 года
- Орден Ленина — дважды (1948; 20.05.1949)